# Jean-François Autié
Jean-François Autié (Pamiers, 1758 – París, 25 de julio de 1794) fue peluquero de María Antonieta.

## Trayectoria
Jean-François fue hijo de Alexis Autié y Catherine Fournier, quienes trabajaban como sirvientes. Fue el hermano más joven de Léonard-Alexis (1750-1820) y Pierre (1753-1814), quienes también trabajaron como peluqueros en la Corte Real francesa. Los tres hermanos utilizaron el nombre profesional de Monsieur Léonard.
Léonard-Alexis, el mayor de los hermanos, fue el primero en viajar a París, donde se convirtió en el peluquero favorito de María Antonieta, siendo llamado Monsieur Léonard. Posteriormente, hizo los arreglos pertinentes para que sus hermanos pudieran unirse a él en París, convirtiéndose en socios de una escuela de peluquería, conocida como Académie de coiffure, la cual estuvo eventualmente situada en la rue de la Chaussée-d'Antin. Aprovechando la fama de su hermano mayor, Jean-François y Pierre adoptaron también el nombre profesional de Monsieur Léonard.

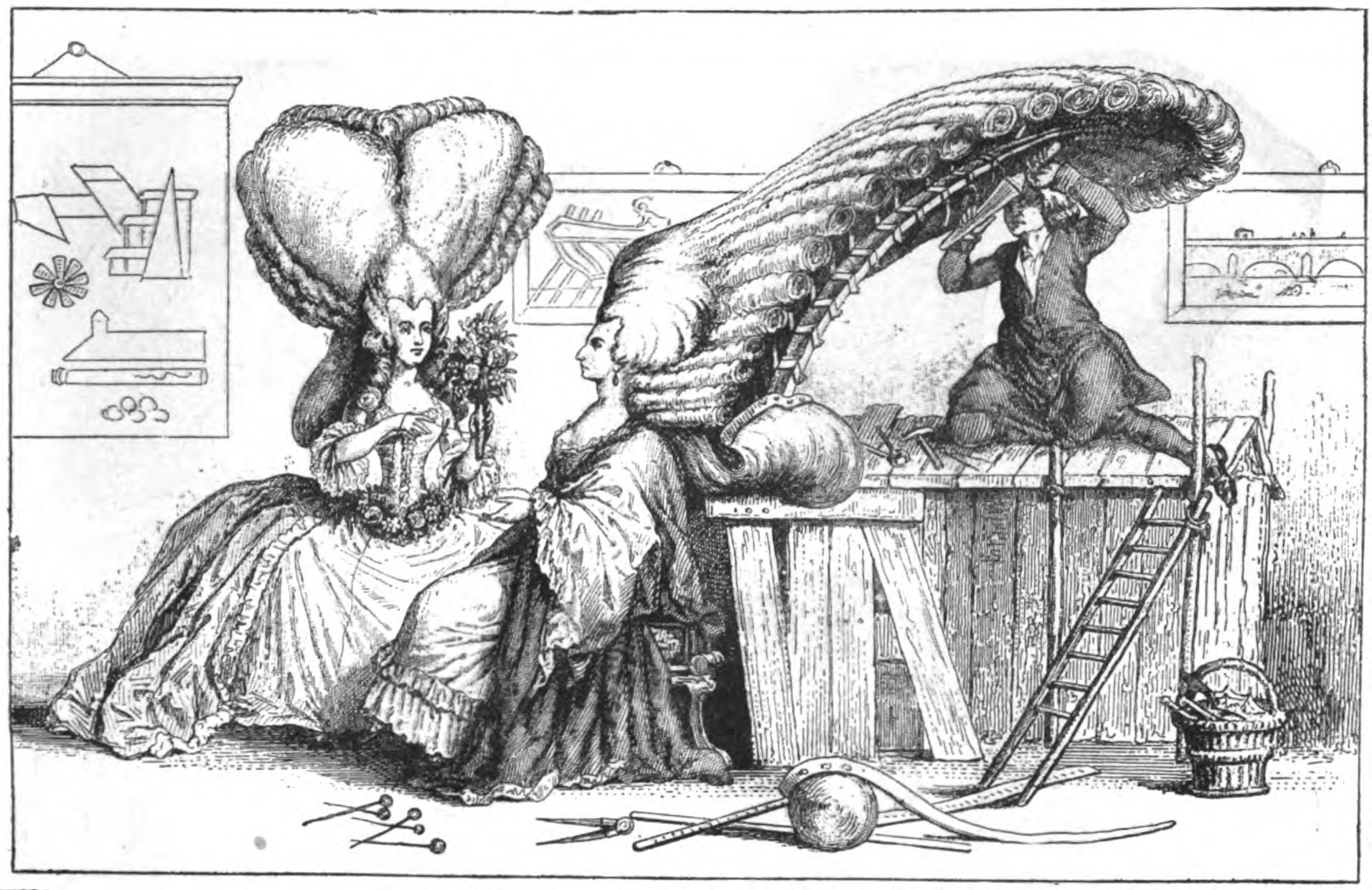
Académie de coiffure en la rue de la Chaussée-d'Antin (1788)

Jean-François y su primo Villanou (Jean-Pierre Autié, nacido el 4 de abril de 1762) también trabajaron como peluqueros en el palacio de María Antonieta, mientras que Pierre trabajó a su vez como estilista de Isabel de Francia, hermana del rey. En 1783, Jean-François adquirió el legado de Jean-Remy Le Guay, peluquero y ayuda de cámara oficial de María Antonieta. En 1788, tras la muerte de Le Guay, Jean-François se convirtió en el único ocupante del puesto de Le Guay. Léonard-Alexis, quien ya no ejercía como estilista, mantuvo el título honorífico de “Peluquero de la reina” (Coiffeur de la reine).

## Fuga de Varennes y muerte
En junio de 1791, Jean-François acompañó al duque de Choiseul durante la huida de la familia real en la fuga de Varennes.
Murió probablemente ejecutado en la guillotina el 25 de julio de 1794, si bien esto ha sido motivo de disputa. Will Bashor sugiere que Jean-François pudo haber huido a América, disponiendo previamente que otro preso sin nombre ocupase su lugar en la guillotina.

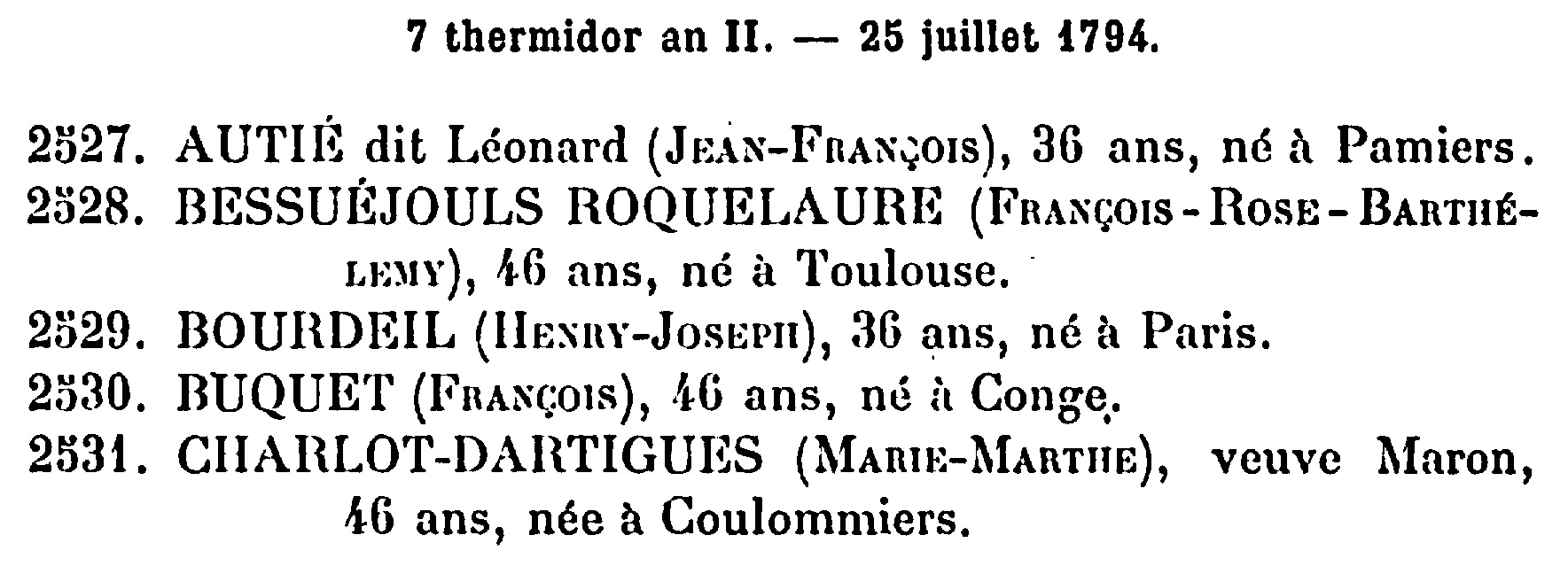
Lista de víctimas del Tribunal Revolucionario de París el 25 de julio de 1794 (detalle).